# Sielsowiet Jeremicze
Sielsowiet Jeremicze (biał. Ярэміцкі сельсавет, Jaremicki sielsawiet; ros. Еремичский сельсовет) – sielsowiet na Białorusi, w obwodzie grodzieńskim, w rejonie korelickim, z siedzibą w Jeremiczach.

## Demografia
Według spisu z 2009 sielsowiet Jeremicze zamieszkiwało 1277 osób, w tym 1225 Białorusinów (95,93%), 34 Rosjan (2,66%), 8 Ukraińców (0,63%), 7 Polaków (0,55%), 2 osoby innych narodowości i 1 osoba, która nie podała żadnej narodowości.
Do 2019 liczba ludności spadła do 985 osób. Największymi miejscowościami były wówczas Jeremicze (302 mieszkańców), Obryna Wielka (206 mieszkańców) i Pogorzałka (109 mieszkańców). Liczba ludności żadnej z pozostałych miejscowości nie przekraczała 65 osób.

## Geografia i transport
Sielsowiet geograficznie położony jest na Wysoczyźnie Nowogródzkiej, a historycznie na Nowogródczyznie, w północno-wschodniej części rejonu korelickiego. Największymi rzekami są Niemen i Usza. Na terytorium sielsowietu częściowo znajduje się Rezerwat Hydrologiczny Miranka.
Przez sielsowiet przebiegają jedynie drogi lokalne.

## Miejscowości
- agromiasteczko:
  - Jeremicze
- wsie:
  - Antonowo
  - Bołtycze
  - Bykowicze
  - Dołhinowo
  - Ladki
  - Nowe Sioło
  - Obryna Mała
  - Obryna Wielka
  - Pierszamajski Pasiołak
  - Pogorzałka
  - Rudźma
  - Siniawska Słoboda
  - Skorycze
  - Zarzecze
- chutor:
  - Czarna